# Eddie Foy
Eddie Foy, född 9 mars 1856 i Greenwich Village i New York, död 16 februari 1928 i Kansas City i Missouri, var en amerikansk vaudeville-skådespelare. Hans barn blev kända som "The Seven Little Foys" och de var:
- Eddie Foy Jr.
- Bryan Foy
- Charley Foy
- Irving Foy
- Madeline Foy
- Mary Foy, född 15 augusti, 1901 New York, död 13 december, 1987, medverkade med syskonen i filmen A Favorite Fool (1915).
- Richard Foy

En sonson är skådespelaren Eddie Foy III.

## Filmografi
- 1919 – Yankee Doodle in Berlin

## Fotnoter
1. 1 2  Encyclopædia Britannica, Encyclopædia Britannica Online-ID: biography/Eddie-Foytopic/Britannica-Online, läst: 9 oktober 2017.[källa från Wikidata]
2. 1 2  SNAC, SNAC Ark-ID: w6b29503, läs online, läst: 9 oktober 2017.[källa från Wikidata]
3. 1 2  Internet Broadway Database, Internet Broadway Database person-ID: 107676, läst: 9 oktober 2017.[källa från Wikidata]
4. 1 2  USA:s kongressbibliotek, Library of Congress Name Authority File, id-nummer i USA:s kongressbiblioteks katalog: n99051889, läst: 5 maj 2023.[källa från Wikidata]
5. 1 2 3  Foy, Eddie (1856-1928), comedian, American National Biography Online, 29 november 2017, 10.1093/ANB/9780198606697.ARTICLE.1800419.[källa från Wikidata]